# Finders Keepers
Finders Keepers (titulado Buscadores de tesoros en Hispanoamérica y Quién lo encuentre, para él en España) es el primer episodio de la duodécima temporada y el número 211 en general de la serie de televisión animada de comedia Padre de familia. Se estrenó originalmente por FOX el 29 de septiembre de 2013 y el 5 de mayo de 2014 en Latinoamérica por FX cambiando el día de transmisión de la serie a los lunes. En España se estrenó el 18 de julio de 2014 en FOX. En el episodio, cuando Peter descubre el mapa de un tesoro en la servilleta de un restaurante, comienza su búsqueda y los habitantes de Quahog al saber tal hecho comienzan también a buscarlo, ocasionando un caos.

## Argumento
Tras una tarde agotadora en su trabajo, Peter llega a su casa donde el resto de la familia Griffin perciben un mal aliento, en los siguientes días, todos los integrantes de la familia se ven obligados a soportar el aliento de Peter, hasta que Lois cansada de tal situación, programa una cita con un dentista. Al ser atendido, Peter se percata que el aliento era producido por un camarón que estaba en su dentadura. Como premio al buen comportamiento de Peter con el dentista, Lois lleva a la familia a un restaurante con temática relacionada con la época de independencia de Estados Unidos. Un camarero bromea con Stewie al decirle que el mapa de una servilleta colocada en su mesa muestra la localización de un tesoro que se presume es verdadero y que fue enterrado durante la guerra de Independencia de los Estados Unidos, Stewie lo ignora pero Peter se sorprende y pronto se propone hallarlo. En la almeja borracha, Peter invita a Quagmire y Joe a buscar el tesoro, sin embargo, ellos no acceden por creer que es otra idea loca de él. Más tarde, Peter cava varios hoyos a un lado de la ruta 2, momentos después, Lois llega para hablar con Peter y que regresen a casa, cuando Peter estaba dispuesto a abandonar la idea del tesoro enterrado, lanza la pala sobre uno de los hoyos que provoca un sonido que indica que la pala golpeó a un objeto metálico. Al excavar más, logra sacar un cofre. Por la mañana la familia Griffin revisa el contenido que resulta ser solo una pista de la verdadera localización, Brian insiste en que nadie le mencione a alguien acerca del tesoro y todos aceptan, pero Chris logra ver un reportaje que Tom Tucker hace sobre Peter y su pista del tesoro, así mismo, Tom menciona que una página de internet da las pistas para localizar el tesoro, Joe y Quagmire acuden a la casa de Peter en busca de más pistas, pero él niega decirle más porque en un principio ellos no creían que el tesoro era real. A partir de ese momento, Lois nota que la búsqueda del tesoro puede ocasionar que unas personas se pongan en contra de otras. Brian trata de descifrar el mensaje y llega a la conclusión de que tiene que ir a la plaza principal, al llegar notan que muchas personas ya se encuentran ahí, enojados y desesperados se detienen a ver la estatua de Timmy Musket, ahí descifran otro mensaje que tiene como destino un cementerio localizado en una isla aledaña a la ciudad, Peter y Lois se separan de la familia para ir a dicha isla. Meg convence a Chris que si Peter llegase a encontrar el tesoro no lo compartiría y lo desperdiciaría, por tanto le propone que ellos dos vallan en búsqueda también. Por su parte Stewie y Brian deciden buscar juntos, en poco tiempo gran mayoría de los habitantes de la ciudad buscan los medios necesario para poder transportarse a esa isla. Al llegar al cementerio, Peter y Lois se dan cuenta de que ya hay muchas personas ahí, Peter llega e impone tener el derecho de desenterrar el cuerpo de Timmy de su tumba. Lois ve que la necesidad por tener el tesoro hace a Peter volverse violento, incluso golpeando a Chris, hecho que hace que Lois y la familia se marchen del lugar totalmente enojados. Al tener el cofre de Timmy, los interesados en el tesoro abren el cofre y descifran el mensaje que indica que el tesoro está en el estadio de Quahog. Peter se retrasa un poco, pues Lois se llevó el único medio de transporte con el que contaba. Al llegar al estadio y ver a todos golpeándose entre sí con tal de obtener el tesoro, hace que Peter se de cuenta de que Lois tenía razón al decir que ese asunto los volvía violentos. Peter regresa a casa decepcionado y se disculpa con Lois, ahí le muestra una foto que tomó a la tumba. Lois al analizar se percata de que la pista no se dirige al estadio, sino a la almeja borracha. Al llegar al bar, buscan tras una foto histórica colgada en la pared, y finalmente logran encontrar un cofre adornado de joyas. Al abrirlo, Peter encuentra una carta que resulta ser un cupón para una comida gratis en el mismo restaurante de donde había obtenido el mapa, el cual expiraba el 16 de mayo de 2006.

## Recepción

### Audiencia
El episodio obtuvo 5.23 millones de televidentes en su estreno original por FOX, convirtiéndose en el segundo programa de la dominación de la animación de la noche, ganando a American Dad! (Steve & Snot's Test-Tubular Adventure) y Bob's Burgers (A River Runs Through Bob) pero perdiendo frente a Los Simpson (Homerland) que obtuvo 6.37 millones de televidentes.

### Recepción crítica
Eric Thurm de The A.V Club calificó el episodio con una C.